# Оленівська сільська рада (Борзнянський район)
Оле́нівська сільська́ ра́да — адміністративно-територіальна одиниця та орган місцевого самоврядування в Борзнянському районі Чернігівської області. Адміністративний центр — село Оленівка.

## Загальні відомості
- Територія ради: 82,83 км²
- Населення ради: 1 409 осіб (станом на 2001 рік)

Оленівська сільська рада зареєстрована 1918 року. Стала однією з 26-ти сільських рад Борзнянського району і одна з 10-ти, яка складається з одного населеного пункту. 

## Населені пункти
Сільській раді підпорядковані населені пункти:
- с. Оленівка

## Освіта
На території сільради діє Оленівська ЗОШ І-ІІІ ст. 

## Склад ради
Рада складається з 16 депутатів та голови.
- Голова ради: Кривець Володимир Васильович
- Секретар ради: Клочок Алла Іванівна

### Керівний склад попередніх скликань
| Прізвище, ім'я, по батькові  | Основні відомості                                                                     | Дата обрання | Дата звільнення |
| ---------------------------- | ------------------------------------------------------------------------------------- | ------------ | --------------- |
| Лях Михайло Іванович         | Сільський голова, 1956 року народження, освіта вища, член Української Народної Партії | 26.03.2006   | 31.10.2010      |
| Лях Михайло Іванович         | Сільський голова, 1956 року народження, освіта вища, безпартійний                     | 31.10.2010   | 10.09.2013      |
| Кривець Володимир Васильович | Сільський голова, 1975 року народження                                                | 25.05.2014   |                 |

Примітка: таблиця складена за даними сайту Верховної Ради України

### Депутати
За результатами місцевих виборів 2010 року депутатами ради стали:

#### За суб'єктами висування
| Суб'єкт висування                                       | Кількість обраних депутатів | %    |
| ------------------------------------------------------- | --------------------------- | ---- |
| Партія регіонів                                         | 7                           | 43,8 |
| Народна партія                                          | 4                           | 25   |
| Політична партія Всеукраїнське об'єднання «Батьківщина» | 4                           | 25   |
| Політична партія «Сильна Україна»                       | 1                           | 6,3  |

#### За округами
| № округу                                                | Прізвище, ім'я, по батькові    | Дата визнання обраним | Освіта  | Партійна приналежність                        | Відомості про обраного депутата                         |
| ------------------------------------------------------- | ------------------------------ | --------------------- | ------- | --------------------------------------------- | ------------------------------------------------------- |
| Народна Партія                                          |                                |                       |         |                                               |                                                         |
| 6                                                       | Донець Анатолій Леонідович     | 04.11.2010            | вища    | член Народної партії                          | Оленівська загальноосвітня школа, вчитель               |
| 9                                                       | Грицай Олег Леонідович         | 04.11.2010            | вища    | член Народної партії                          | ЧФ ЗАТ "ПЗ "Агро-Регіон", механізатор                   |
| 12                                                      | Ручка Петро Петрович           | 04.11.2010            | вища    | член Народної партії                          | ЧФ ЗАТ "ПЗ "Агро-Регіон", голов-ний інженер             |
| 15                                                      | Дзюба Микола Миколайович       | 04.11.2010            | вища    | член Народної партії                          | ЧФ ЗАТ "ПЗ "Агро-Регіон, інженер-механік                |
| Партія регіонів                                         |                                |                       |         |                                               |                                                         |
| 3                                                       | Похитушко Валентина Іллівна    | 04.11.2010            | середня | позапартійна                                  | Оленівська, секретарОленівської сільської ради          |
| 4                                                       | Винник Надія Петрівна          | 04.11.2010            | вища    | позапартійна                                  | Оленівська загальноосвітня школа, вчитель               |
| 7                                                       | Дусь Юрій Петрович             | 04.11.2010            | вища    | член Партії регіонів                          | Оленівсь-кий фельдшерсько-акушерський пункт, завідувач  |
| 10                                                      | Блоха Юрій Анатолійович        | 04.11.2010            | вища    | позапартійний                                 | музей-заповідник"Ганнина Пустеля", дирек-тор            |
| 11                                                      | Клочок Алла Іванівна           | 04.11.2010            | вища    | позапартійна                                  | Оленівськасільськарада, рахів-ник-касир                 |
| 13                                                      | Індик Іван Кирилович           | 04.11.2010            | вища    | позапартійний                                 | Оленівсь-кийБудинок культури, дирек-тор                 |
| 16                                                      | Дрозд Тетяна Іванівна          | 04.11.2010            | середня | член Партії регіонів                          | НАСК "Оранта", страх-агент                              |
| Політична партія Всеукраїнське об’єднання "Батьківщина" |                                |                       |         |                                               |                                                         |
| 1                                                       | Дзюба Надія Іванівна           | 04.11.2010            | вища    | член Всеукраїнського об’єднання "Батьківщина" | тимчасово не працює                                     |
| 2                                                       | В’яла Олександра Володимирівна | 04.11.2010            | середня | член Всеукраїнського об’єднання "Батьківщина" | тимчасово не працює                                     |
| 5                                                       | Дзюба Тетяна Василівна         | 04.11.2010            | вища    | позапартійна                                  | тимчасово не працює                                     |
| 8                                                       | Ручка Ніна Василівна           | 04.11.2010            | вища    | член Всеукраїнського об’єднання "Батьківщина" | СТОВ"Оленівське", голов-нийбухгал-тер                   |
| Політична партія "Сильна Україна"                       |                                |                       |         |                                               |                                                         |
| 14                                                      | Кривець Віра Миколаївна        | 04.11.2010            | вища    | член Політичної партії "Сильна Україна"       | музей-заповідник"Ганнина Пустеля", голов-ний бухгал-тер |